# Plastic Jesus
Plastic Jesus é um filme independente, dirigido por Erica Dunton e co-produzido por Christopher Rockwell.
Mackenzie Foy ficou com o papel principal ao lado de Chandler Canterbury (O Curioso Caso de Benjamin Button), que estará interpretando seu irmão.
Os atores Paul Schneider e Hilarie Burton interpretarão os pais das crianças.

## Elenco
- Mackenzie Foy
- Chandler Canterbury
- Paul Schneider
- Hilarie Burton
- Joshua Leonard
- Bryce Hurless